# Центральный департамент Гаити
Центральный департамент Гаити (фр. Le département du Centre) — один из 10 департаментов Гаити.
Располагается в центральной части страны, на границе с Доминиканской республикой. Является единственным департаментом Гаити, не имеющим выхода к морю.
Площадь составляет 3487 км², население 678 626 человек (по состоянию на 2009 год). Административный центр — город Энш.
Здесь располагается озеро Пелигр, возникшее в результате строительства ГЭС на реке Артибонит. Эта ГЭС является самой большой на Карибских островах.

## Округа и коммуны
Департамент делится на 4 округа и на 12 коммун:
- Серса ла Сурс
  - Серса-ла-Сурс (Cerca-la-Source)
  - Томасик (Thomassique)
- Энш
  - Энш (Hinche)
  - Серса-Каваял (Cerca-Cavajal)
  - Месад (Maïssade)
  - Томонд (Thomonde)
- Ласкаобас
  - Ласкаобас (Lascahobas)
  - Белладер (Belladère)
  - Саванетт (Savanette)
- Миребале
  - Миребале (Mirebalais)
  - Со-Д’о (Saut-d’Eau)
  - Букан-Карре (Boucan-Carré)